# رجیونال پسیفیک ایرلاینز
رجیونال پسیفیک ایرلاینز (به انگلیسی: Regional Pacific Airlines) یک شرکت هواپیمایی با کد یاتا QT است که در ۱ مه ۲۰۰۱ میلادی تأسیس شده‌است. دفتر مرکزی رجیونال پسیفیک ایرلاینز در کنز، استرالیا واقع شده‌است و به ۴ مقصد، پرواز انجام می‌دهد.